# Wólka Hyżneńska
Wólka Hyżneńska est une localité polonaise de la gmina de Hyżne, située dans le powiat de Rzeszów en voïvodie des Basses-Carpates.